# Саракуло Петро Юрійович
Петро́ Ю́рійович Саракуло (11 липня 1992 — 5 травня 2022) — український військовослужбовець, старший солдат 80-ї окремої десантно-штурмової бригади Збройних сил України. Учасник російсько-української війни, лицар ордена «За мужність» III ступеня (посмертно).

## Біографія
Петро Саракуло народився 11 липня 1992 року в селі Кульчиці, Самбірського району, Львівської області. Виріс у сільській родині, з дитинства любив природу та ліс.
З раннього віку проявляв інтерес до техніки, зокрема автомобілів. Часто їздив на тракторі та допомагав по господарству. Ще юнаком проводив багато часу на місцевій пилорамі, де навчався виготовляти меблі.
Навчався в Кульчицькому навчально-виховному комплексі. Брав активну участь у житті громади. Особливо любив козацькі фестивалі, які проходили в рідному селі, та з гордістю представляв місцеві традиції.

### Служба у Збройних силах України
Після початку російсько-української війни Петро Саракуло вступив до лав Збройних сил України. Служив у складі 80-ї окремої десантно-штурмової бригади, відомої своєю стійкістю та мужністю в бойових діях.
Брав участь у найважливіших бойових операціях. Загинув 5 травня 2022 року на Донбасі під час виконання бойового завдання, проявивши героїзм і самовідданість.

### Особисте життя
Петро був люблячим чоловіком і батьком. У нього залишилися дружина та двоє дітей, які бережуть пам'ять про нього як про добру, працьовиту та мужню людину.

## Нагороди та відзнаки
- Орден «За мужність» III ступеня (посмертно) — за особисту мужність та героїзм, проявлені у захисті суверенітету та територіальної цілісності України[1].

## Вшанування пам'яті
- У Кульчицькому НВК, де навчався Петро Саракуло, встановлено меморіальну дошку.
- У рідному селі проводяться пам'ятні заходи на його честь.
- Петро залишив яскравий слід у серцях своєї громади, яка шанує його як героя.
- У селі Ралівка встановлена алея пам'яті, де також є стела пам'яті Петра Саракула[2].